# PLATO (телескоп)
PLAnetary Transits and Oscillations of stars (PLATO) — планируемый Европейским космическим агентством космический телескоп, который будет находить и характеризовать экзопланеты всех типов и размеров в системах жёлтых (как наше Солнце), оранжевых и красных карликов, используя транзитный метод. Главная цель - это найти экзопланеты размером с Землю и больше (суперземли) в зоне обитаемости одиночных жёлтых карликов, похожих на наше Солнце (солнцеподобные звёзды). Телескоп будет оснащён 26 одинаковыми рефракторами, работающими в диапазоне от 500 до 1000 нанометров (видимое излучение). Диаметр объектива 120 мм. Поле зрения телескопа 2250 квадратных градусов. Точность измерения диаметров экзопланет 3%, а их массы 10% (используя доплеровскую спектроскопию звезды наибольшими земными телескопами). Телескоп планируется запустить в конце 2026 года на ракете Ariane 62, и затем разместить в точке Лагранжа L2.
Эта миссия будет отличаться от «COROT» и «Кеплер» тем, что она будет изучать сравнительно яркие звезды (от 4 до 11 звёздной величины), облегчая таким образом подтверждение своих открытий с помощью метода доплеровской спектроскопии. Телескоп будет иметь гораздо большее поле зрения, чем «Кеплер» (поле зрения которого было 100 квадратных градусов), что позволит ему изучать более широкую выборку звёзд, и отследить кривые блеска до миллиона звёзд, как прохладных карликов так и субгигантов (Кеплер наблюдал 25 000 звёзд этих типов).